# Plagiogramma rhinocera
Plagiogramma rhinocera är en skalbaggsart som först beskrevs av Sylvain Auguste de Marseul 1870.  Plagiogramma rhinocera ingår i släktet Plagiogramma och familjen stumpbaggar. Inga underarter finns listade i Catalogue of Life.